# Serie B 1961-1962 (pallacanestro maschile)
Il campionato di Serie B di pallacanestro maschile 1961-1962 è stato organizzato in Italia. Rappresenta il terzo livello del basket italiano ed è diviso in più gironi su base regionale o interregionale.

## Girone A
|  |    | classifica finale 1961-1962 | Pt | G  | V  | P  | PtF | PtS |
|  | -- | --------------------------- | -- | -- | -- | -- | --- | --- |
|  | 1. | Sincat Siracusa             | 22 | 12 | 10 | 2  | 558 | 425 |
|  | 2. | Virtus Ragusa               | 21 | 12 | 9  | 3  | 609 | 502 |
|  | 3. | Croce Azzurra Cosenza       | 19 | 12 | 7  | 5  | 547 | 515 |
|  | 4. | Diana Comiso                | 17 | 12 | 5  | 7  | 530 | 566 |
|  | 5. | Pallacanestro Orlandina     | 17 | 12 | 5  | 7  | 499 | 577 |
|  | 6. | UICS Reggio Calabria        | 17 | 12 | 5  | 7  | 487 | 521 |
|  | 7. | CUS Palermo                 | 8* | 12 | 1  | 11 | 250 | 374 |

- 4 punti penalizzazione per rinuncia

## Girone B
|  |    | classifica finale 1961-1962 | Pt | G  | V  | P  | PtF | PtS |
|  | -- | --------------------------- | -- | -- | -- | -- | --- | --- |
|  | 1. | Vasco Monopoli              | 27 | 14 | 13 | 1  | 694 | 464 |
|  | 2. | Scandone Avellino           | 23 | 14 | 9  | 5  | 644 | 641 |
|  | 3. | Libertas Matera             | 22 | 14 | 8  | 6  | 591 | 534 |
|  | 4. | Pallacanestro Catanzaro     | 20 | 14 | 6  | 8  | 521 | 548 |
|  | 5. | CSI Avellino                | 19 | 13 | 6  | 7  | 659 | 630 |
|  | 6. | Cestistica Potenza          | 19 | 14 | 5  | 9  | 536 | 624 |
|  | 7. | Dopo Lavoro Ferroviario     | 18 | 13 | 5  | 8  | 514 | 559 |
|  | 7. | Libertas Russo Foggia       | 17 | 14 | 3  | 11 | 521 | 680 |

## Girone piemontese
|  |    | classifica finale 1961-1962   | Pt | G  | V | P | PtF | PtS |
|  | -- | ----------------------------- | -- | -- | - | - | --- | --- |
|  | 1. | Alessi Omegna                 | 19 | 10 | 9 | 1 | 559 | 475 |
|  | 2. | Faini Vercelli                | 16 | 10 | 5 | 6 | 542 | 511 |
|  | 3. | Junior Libertas Pallacanestro | 15 | 10 | 5 | 5 | 509 | 530 |
|  | 4. | Savona S.Giorgio              | 15 | 10 | 5 | 5 | 477 | 447 |
|  | 5. | US Coldirodese                | 15 | 10 | 5 | 5 | 426 | 399 |
|  | 6. | Michelin Torino               | 14 | 10 | 4 | 6 | 387 | 442 |
|  | 7. | Ospedaletti                   | 12 | 10 | 2 | 8 | 471 | 567 |

## Girone lombardo 1
All'Onestà Milano

## Girone lombardo 2
Ramazzotti Milano

## Girone Triveneto
Dopolavoro Montedison Marghera

## Girone Tosco-emiliano
|  |    | classifica finale 1959-1960 | Pt | G  | V  | P  | PtF | PtS |
|  | -- | --------------------------- | -- | -- | -- | -- | --- | --- |
|  | 1. | Pegna Olimpia Firenze       | 27 | 14 | 13 | 1  | 763 | 651 |
|  | 2. | CUS Firenze                 | 23 | 14 | 9  | 5  | -   | -   |
|  | 3. | Città Ragazzi Modena        | 22 | 14 | 8  | 6  | -   | -   |
|  | 4. | Juventus Pontedera          | 21 | 14 | 7  | 7  | -   | -   |
|  | 5. | Borgotaro                   | 21 | 14 | 7  | 7  | -   | -   |
|  | 6. | Cus Parma                   | 21 | 14 | 7  | 7  | -   | -   |
|  | 7. | Campi Bisenzio              | 17 | 14 | 3  | 11 | -   | -   |
|  | 8. | Monsummano                  | 16 | 14 | 2  | 12 | -   | -   |

## Verdetti
- Promosse in serie A:
  - Fulgor Omegna
Formazione: Bernardis Gualtiero - Rusconi Adriano - Bielli Gianfranco - Segre GianFranco - Barlassina - Spriano Carlo - Caccini Alberto - Pastore Oreste - Baldioli Giorgio - Comazzi Giancarlo. Allenatore: Gualtiero Bernardis.
  - Dopolavoro Montedison Marghera
  - Pegna Olimpia Firenze